# Parafia św. Mikołaja w Cielętach
Parafia Świętego Mikołaja w Cielętach – parafia rzymskokatolicka, znajdująca się w diecezji toruńskiej, w dekanacie Górzno.
Do parafii należą wierni z miejscowości: Cielęta, Belfort, Cielęta-Wybudowanie, Igliczyzna, Koziary, Nowe Świerczyny i Stare Świerczyny. 